# 제곱 인수가 없는 정수
수론에서 제곱 인수가 없는 정수(제곱 因數가 없는 整數, 영어: squarefree integer, 독일어: quadratfrei Zahl)는 1이 아닌 제곱수를 인수로 갖지 않는 양의 정수다.

## 정의
양의 정수 {\displaystyle n}에 대하여, 다음 조건들이 서로 동치이며, 이를 만족시키는 양의 정수를 제곱 인수가 없는 정수라고 한다.
- 임의의 양의 정수 {\displaystyle k}에 대하여, 만약 {\displaystyle k^{2}\mid n}이라면 {\displaystyle k=1}이다.
- 임의의 양의 정수 {\displaystyle a,b\in \mathbb {Z} ^{+}}에 대하여, 만약 {\displaystyle ab=n}이라면 {\displaystyle a}와 {\displaystyle b}는 서로소이다. 또한 제곱 인수가 없는 정수의 경우 소인수분해의 결과는 각 소인수의 지수가 모두 1이며, 약수들도 모두 유니타리 약수이므로 유니타리 약수의 개수도 약수의 개수와 같다.
- {\displaystyle \mu (n)\neq 0}이다. 여기서 {\displaystyle \mu }는 뫼비우스 함수이다.
- 크기가 {\displaystyle n}인 아벨 군들은 모두 서로 동형이다.
- {\displaystyle \{k\in \mathbb {Z} ^{+}\colon k\mid n\}}은 인수 관계 {\displaystyle \mid }에 대하여 불 대수를 이룬다.
- 몫환 {\displaystyle \mathbb {Z} /(n)}은 0개 이상의 체들의 (가환환으로서의) 직접곱이다. (0개의 체들의 곱환은 자명환이다.)

제곱 인수가 없는 정수의 목록은 다음과 같다. 참고로, 제곱 인수가 없는 정수의 각 소인수들은 모두 한 번씩만 곱해지므로, 각 소인수가 곱해진 지수의 합이 소인수의 개수와 같다. 또한 약수들도 모두 유니타리 약수인데, 그 이유는 중복되어 곱해지는 소인수가 없기 때문이다.
1, 2, 3, 5, 6, 7, 10, 11, 13, 14, 15, 17, 19, 21, 22, 23, 26, 29, 30, 31, 33, 34, 35, 37, 38, 39, 41, 42, 43, 46, 47, 51, 53, 55, 57, 58, 59, 61, 62, 65, 66, 67, 69, 70, 71, 73, 74, 77, 78, 79, 82, 83, 85, 86, 87, 89, 91, 93, 94, 95, 97, 101, 102, 103, 105, 106, 107, 109, 110, 111, 113, ... (OEIS의 수열 A5117)

## 성질
중심 이항 계수
{\displaystyle {\binom {2n}{n}}}
은 {\displaystyle n>4}일 경우 제곱 인수가 없는 정수가 아니다.
함수 {\displaystyle Q(x)}를 제곱 인수가 없는 정수 {\displaystyle 1\leq n\leq x}의 수로 정의하자.
{\displaystyle Q(x)=\sum _{n=1}^{x}|\mu (n)|}
그렇다면, 어떤 양의 실수 {\displaystyle c}에 대하여 다음이 성립한다.
{\displaystyle Q(x)={\frac {6x}{\pi ^{2}}}+O\left(x^{1/2}\exp \left(-c{\frac {(\log x)^{3/5}}{(\log \log x)^{1/5}}}\right)\right)}
만약 리만 가설이 참이라면, 다음이 성립한다.
{\displaystyle Q(x)={\frac {6x}{\pi ^{2}}}+O\left(x^{17/54+\varepsilon }\right)}
즉, 제곱 인수가 없는 수의 밀도는
{\displaystyle \lim _{x\to \infty }Q(x)/x=6/\pi ^{2}=0.6079}
이다. 다시 말해, 대략 61%의 양의 정수가 제곱 인수가 없는 정수이다.

## 참고 문헌
1. ↑  Granville, Andrew; Olivier Ramaré (1996). “Explicit bounds on exponential sums and the scarcity of squarefree binomial coefficients”. 《Mathematika》 (영어) 43: 73–107. doi:10.1112/S0025579300011608. MR 1401709. Zbl 0868.11009.
2. ↑  Walfisz, A. (1963). 《Weylsche Exponentialsummen in der neueren Zahlentheorie》 (독일어). 베를린: VEB deutscher Verlag der Wissenschaften.
3. ↑  Jia, Chao Hua (1993). “The distribution of square-free numbers”. 《Science in China Series A: Mathematics》 (영어) 36 (2): 154–169.
4. ↑  Pappalardi, Francesco (2003). “A Survey on k-freeness” (PDF) (영어). 2016년 3월 3일에 원본 문서 (PDF)에서 보존된 문서. 2015년 1월 16일에 확인함.